# Immunochromatografie

Interpretatie van de immunochromatografie techniek:
positief als beide banden van kleur veranderen,
negatief als de band die zich het dichtst bij de plaats van het monster bevindt, niet van kleur verandert i
foutief als geen van beide banden van kleur verandert of alleen de band die er het dichtst bij ligt van kleur verandert (symptoom dat het monster de twee banden niet heeft bereikt).

Immunochromatografie is een immunodiagnostische techniek waarvan de belangrijkste voordelen de snelheid en de eenvoud van de test zijn. Er zijn geen aanvullende reagentia of instrumentarium nodig. Voorbeelden zijn zwangerschapstests, psa-tests, troponine I-tests, en meer recentelijk hiv-tests en COVID-19-tests.
Het kan worden uitgevoerd met een eenvoudig apparaat dat is ontwikkeld om de aanwezigheid (of afwezigheid) van een doelverbinding in het monster (de matrix) te detecteren. Dit type test wordt algemeen gebruikt voor medische diagnostiek, hetzij voor thuistests, hetzij voor laboratoriumgebruik. Het wordt aangeboden in de vorm van een strip, waarbij het testmonster door capillaire werking langs een vast substraat stroomt.

## Werking
Immunochromatografie is gebaseerd op de migratie van een monster door een nitrocellulosemembraan. Het monster wordt toegevoegd aan het conjugaatgedeelte, dat bestaat uit een specifiek antilichaam tegen een van de epitopen van het op te sporen antigeen en een detectiereagens. Als het monster het doelantigeen bevat, zal het zich aan het conjugaat binden, waardoor een immuuncomplex wordt gevormd en over het nitrocellulosemembraan migreert. Zo niet, dan zullen het conjugaat en het monster ongebonden migreren.
De vangstzone wordt gevormd door een tweede antilichaam dat specifiek is tegen een ander epitoop van het antigeen. Wanneer het monster deze zone bereikt, zullen de complexen die gevormd worden door de binding van antigeen en conjugaat, worden vastgehouden en de lijn zal in dit geval roze of blauw gekleurd zijn (positieve monsters). In het tegenovergestelde geval zijn de monsters negatief.
De controlezone wordt gevormd door een derde antilichaam dat het detectiereagens herkent. Wanneer de rest van het monster deze zone bereikt, zal het antilichaam zich binden aan het vrije conjugaat dat niet in de vangstzone is achtergebleven. Deze lijn is een controle dat de assay goed heeft gewerkt, want hij is altijd gekleurd, met positieve en negatieve monsters.